# Плавання на Чемпіонаті Європи з водних видів спорту 2022 — естафета 4x200 метрів вільним стилем (жінки)
Змагання з плавання в естафеті 4x200 метрів вільним стилем серед жінок на Чемпіонаті Європи з водних видів спорту 2022 відбулися 11 серпня (попередні запливи і фінал).

## Рекорди
На момент проведення змагань рекорди були такими:
|                           | Країна          | Час     | Місто     | Дата           |
| ------------------------- | --------------- | ------- | --------- | -------------- |
| Світовий рекорд           | Австралія       | 7:39.29 | Бірмінгем | 31 липня 2022  |
| Рекорд Європи             | Велика Британія | 7:45.51 | Рим       | 30 липня 2009  |
| Рекорд чемпіонатів Європи | Італія          | 7:50.53 | Берлін    | 21 серпня 2014 |

## Результати

### Попередні запливи[3]
| Місце | Доріжка | Країна          | Спортсмени                                                                                              | Час     | Примітки |
| ----- | ------- | --------------- | --- | ------- | -------- |
| 1     | 3       | Угорщина        | Лілла Мінна Абрахам (1:59.52) Жужанна Якабо (2:00.21) Айна Кешей (1:59.60) Дора Мольнар (2:01.72)       | 8:01.05 | Q        |
| 2     | 8       | Нідерланди      | Імані де Йонґ (1:59.48) Янна ван Котен (2:00.57) Лотте Госпер (2:01.74) Сілке Голкенборґ (1:59.36)      | 8:01.15 | Q        |
| 3     | 5       | Італія          | Аліса Міццау (2:01.75) Лінда Капоні (2:01.79) Ноемі Чесарано (2:00.88) Антоніетта Чесарано (2:00.87)    | 8:05.29 | Q        |
| 4     | 1       | Польща          | Александра Кноп (2:02.26) Вікторія Гуск (2:02.38) Марта Клімек (2:02.86) Александра Поланська (1:58.52) | 8:06.02 | Q        |
| 5     | 6       | Франція         | Ошана Карнез (2:02.09) Джулія Россі-Бене (2:01.46) Маріна Єгль (2:02.63) Люсіль Тессаріоль (2:00.98)    | 8:07.16 | Q        |
| 6     | 2       | Німеччина       | Юлія Мрозінскі (2:01.67) Зое Вогельманн (2:02.85) Джозефін Тесх (2:03.93) К'яра Клейн (2:01.22)         | 8:09.67 | Q        |
| 7     | 7       | Велика Британія | Фрея Колберт (2:00.59) Люсі Гоуп (2:02.50) Тамрін ван Селм (2:03.47) Голлі Гібботт (2:04.02)            | 8:10.58 | Q        |
| 8     | 4       | Швеція          | Софія Остетд (2:03.67) Ганна Бергмен (2:03.13) Ельвіра Мортстранд (2:03.23) Алісія Лундблад (2:04.59)   | 8:14.62 | Q        |
| 9     | 0       | Австрія         | | DNS     | DNS      |

### Фінал[4]
| Місце | Доріжка | Країна          | Спортсмени                                                                                              | Час     | Примітки |
| ----- | ------- | --------------- | --- | ------- | -------- |
| 1     | 5       | Нідерланди      | Імані де Йонґ (1:58.97) Сілке Голкенборґ (1:58.92) Янна ван Котен (1:59.92) Марріт Стінберген (1:56.26) | 7:54.07 |          |
| 2     | 1       | Велика Британія | Фрея Колберт (1:58.72) Люсі Гоуп (1:58.98) Меді Гарріс (2:00.01) Фрея Андерсон (1:57.02)                | 7:54.73 |          |
| 3     | 4       | Угорщина        | Ніколетт Падар (1:58.52) Катінка Хосс (2:00.62) Айна Кешей (1:59.43) Лілла Мінна Абрахам (1:57.16)      | 7:55.73 |          |
| 4     | 3       | Італія          | Аліса Міццау (2:00.58) Лінда Капоні (2:00.06) Ноемі Чесарано (1:58.81) Антоніетта Чесарано (1:59.38)    | 7:58.83 |          |
| 5     | 7       | Німеччина       | Юлія Мрозінскі (2:01.68) Зое Вогельманн (2:01.12) К'яра Клейн (2:00.16) Ізабель Марі Ґозе (1:56.93)     | 7:59.89 |          |
| 6     | 2       | Франція         | Люсіль Тессаріоль (2:00.03) Джулія Россі-Бене (2:00.28) Маріна Єгль (2:00.83) Ошана Карнез (2:00.68)    | 8:01.82 |          |
| 7     | 6       | Польща          | Александра Кноп (2:01.28) Вікторія Гуск (2:01.54) Марта Клімек (2:02.32) Александра Поланська (1:57.90) | 8:03.04 |          |
| 8     | 8       | Швеція          | Софія Остетд (2:04.05) Ганна Бергмен (2:01.16) Ельвіра Мортстранд (2:02.70) Алісія Лундблад (2:01.57)   | 8:09.48 |          |